# Parc archéologique de Paphos
Le parc archéologique de Paphos est situé dans la ville de Paphos à l'ouest de Chypre. Également désigné sous le nom de Kato Paphos, on y trouve les vestiges de l’ancienne Nea Paphos, dont la divinité principale était la déesse Aphrodite. Bien qu'occupé depuis le Néolithique, le parc archéologique est constitué de sites archéologiques datés de la période hellénistique, de la période romaine et de la période byzantine. Les fouilles archéologiques menées sur le site de façon régulière depuis 1962 par le Département des Antiquités chypriote ont permis la découverte de bâtiments publics (odéon, agora...), de bâtiments religieux et de villas privées. Les vestiges du parc dont des pavements mosaïques exceptionnels, ainsi que d'autres sites répartis dans la ville de Paphos sont inscrits sur la Liste du patrimoine mondial de l'Unesco depuis 1980. Plusieurs missions archéologiques dépendant d'universités ou d'institutions étrangères interviennent régulièrement.

## Histoire de Paphos (Nea Paphos)
La ville de Paphos, ou Nea Paphos, est située le long de la côte sud-ouest de l'île de Chypre, sur un léger promontoire naturel. Selon les sources anciennes, la ville aurait été fondée à la fin du IVe siècle av. J.-C. par Nicoclès, le dernier roi de Palaeopaphos (l'ancienne ville de Paphos) située à quelque 16 km plus à l'est. Le choix de l'emplacement fut dicté par la présence d'un port naturel et sa proximité du port d'Alexandrie en Égypte. Au début du IIIe siècle av. J.-C., Chypre est sous domination ptolémaïque. Nea Paphos devient alors le centre de l'administration ptolémaïque. À la fin du IIe siècle av. J.-C., Nea Paphos devient la capitale politique et économique de l'île tout entière.
En 58 av. J.-C., lorsque Chypre passe sous domination romaine, Nea Paphos reste la capitale de l'île. Elle le restera jusqu'au terrible tremblement de terre du IVe siècle apr. J.-C. et au transfert de la capitale à Salamine, renommée Constantia à cette occasion. Nea Paphos restera malgré tout très influente sur l'ensemble de l'île. Après les raids des Arabes au VIIe siècle, Nea Paphos entre dans une phase de déclin. La ville reprend de l'importance au cours de la période byzantine et médiévale, mais à la période vénitienne la côte est délaissée voire abandonnée et la population s'installe à quelques kilomètres dans les terres dans la ville actuelle de Paphos (Ktima).

## Description des vestiges
Situé à quelques mètres du fort de Paphos, le long du port, le parc archéologique de Paphos donne accès à des vestiges variés : plusieurs villas, un odéon, une agora, une citadelle... Après le hall d'accueil, quelques marches mènent à un ancien entrepôt à caroube dans lequel des expositions temporaires sont régulièrement organisées. Un film présente l'histoire et l'archéologie de Paphos.

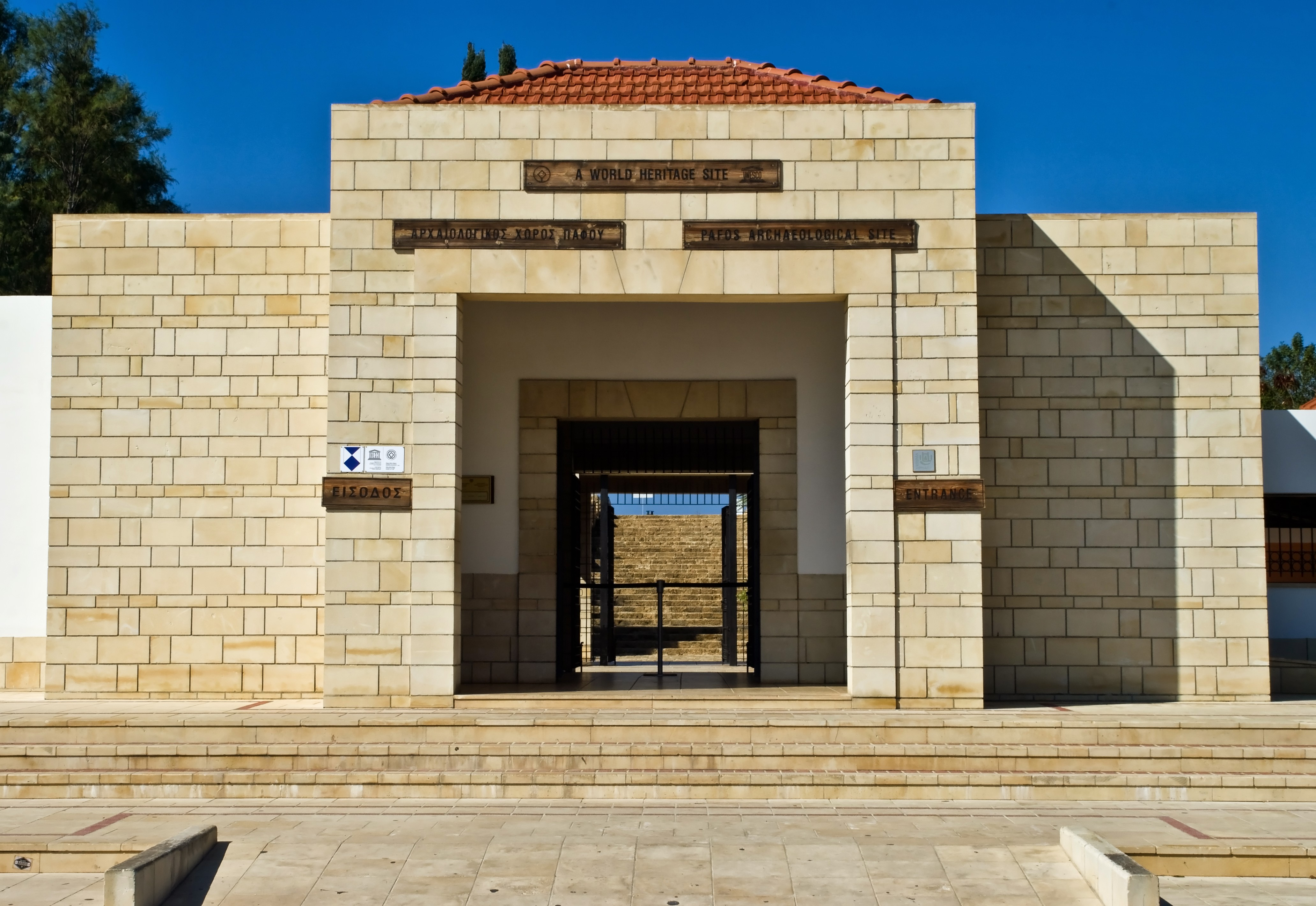
Entrée du parc archéologique de Paphos (Chypre).
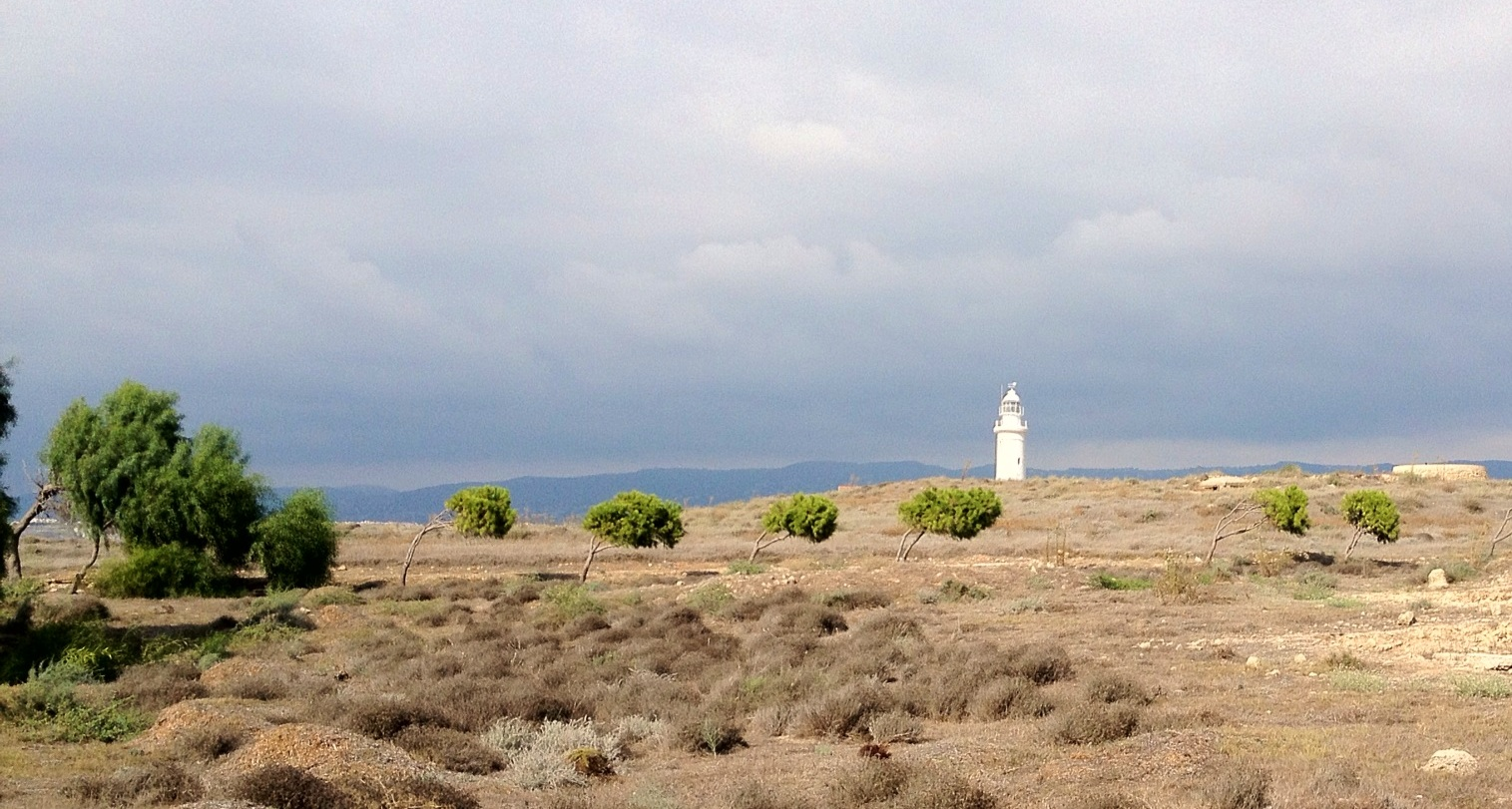
Parc archéologique de Paphos (Chypre).

### La villa de Dionysos
La villa de Dionysos, luxueuse résidence romaine, est érigée à la fin du IIe siècle et détruite par un tremblement de terre au IVe siècle. Elle est construite par-dessus des bâtiments plus anciens. Le plus ancien bâtiment était un sanctuaire taillé directement dans la roche, d'une surface totale d'environ 2 000 m2, dont 556 m2 sont couverts de pavements mosaïques de très grande qualité. On l'appelle villa de Dionysos car plusieurs mosaïques représentent des scènes mythologiques en rapport avec le dieu Dionysos. Toutes les mosaïques sont à leur emplacement d'origine sauf celle de Scylla. La villa a été fouillée de 1962 à 1965 par Dr Kyriacos Nikolaou, conservateur au Département des Antiquités chypriotes.
Description :
- Mosaïque hellénistique (fin du IVe siècle av. J.-C. ou début du IIIe siècle av. J.-C.)
  - Mosaïque de Scylla (pièce 1) : située à l'entrée de la villa, cette mosaïque appartenait à un bâtiment antérieur, daté de la période hellénistique, situé sous la villa de Dionysos. Pour pouvoir être présentée au public, la mosaïque que l'on voit actuellement n'est pas à son emplacement d'origine. On y voit le monstre Scylla, le monstre marin mythique mi-femme, mi-poisson, mi-chien. Elle est représentée brandissant un mât de bateau et un trident dans une scène évoquant l'univers aquatique.
- Mosaïque romaine (fin du IIe siècle ou début du IIIe siècle)
  - Mosaïque de Narcisse (pièce 2) : représentation de Narcisse admirant son reflet dans l'eau du lac.
  - Mosaïque des Quatre Saisons (pièce 3) : la partie centrale est composée de neuf panneaux. Les panneaux avec les figures humaines sont :
    - Panneau central : une figure indéterminée, peut-être Dionysos, Aiôn ou une personnification de l'Année
    - Panneau supérieur gauche : représentation de l'été
    - Panneau supérieur droit : représentation du printemps
    - Panneau inférieur droit : représentation de l'automne
    - Panneau inférieur gauche : représentation de l'hiver

  - Mosaïque du Triomphe de Dionysos (pièce 4) :
    - Panneau du triomphe de Dionysos : premier panneau, situé à l'extrémité ouest de la pièce, représentant la scène mythologique du retour triomphal du dieu après sa campagne militaire en Inde, d'où il rapporte des esclaves et des panthères. Dionysos, portant une couronne de feuilles de laurier, est assis sur un chariot à deux roues tiré par deux panthères, dont Silène tient les rênes. Ils sont suivis d'un cortège formé de Pan, d'un esclave indien ligoté et de deux Bacchantes.
    - Deux petits panneaux des Dioscures : situés de part et d'autre de la mosaïque, Castor et Pollux, tous deux en tenue militaire, portent une lance et tiennent les rênes de leurs chevaux.
    - Panneau central : scène de vendange

  - Mosaïque géométrique (pièce 5)
  - Mosaïque de Phèdre et Hippolyte (pièce 6 - fin du IIe siècle ou début du IIIe siècle) : à gauche de la scène de chasse on voit Hippolyte accompagné d'un chien. Il semble embarrassé à la lecture de la lettre d'amour de sa belle-mère, Phèdre. Celle-ci est représentée à droite de la scène, assise sur un trône, inquiète dans l'attente de la réaction du jeune homme. La passion de Phèdre est illustrée par la flèche enflammée que Cupidon dirige vers son cœur.
  - Mosaïque géométrique (pièce 7) : motifs géométriques et objets du quotidien
  - Mosaïque du rapt de Ganymède (pièce 8) : représentation de la scène mythologique du rapt de Ganymède, dans laquelle Zeus, ayant pris l'apparence d'un aigle, emporte Ganymède.
  - Mosaïque géométrique (pièce 9) : motifs géométriques en forme d'étoile et de carrés décorés de figures en croix, de losanges, de peaux, de nœuds de Salomon, de roses, de palmettes.
  - Mosaïque de Chasse (pièce 10) : la scène représente un chasseur face à un lion, pendant qu'un autre cochon. De l'autre côté, un âne sauvage est représenté la tête coupée et un léopard tenant la tête d'un autre animal dans sa gueule.
  - Mosaïque de Chasse (pièce 11) : on y voit un chasseur et un chien mordant la patte d'un âne sauvage. Un autre chasseur fait face à un léopard. Un ours, un cochon sauvage, un mouflon et un tigre sont aussi représentés.
  - Mosaïque de Chasse (pièce 12) : scène représentant un autel entouré d'arbres, un tigre et un cerf et un chien courant vers eux. Un chasseur équipé d'une lance face à un lion et un autre chasseur face à un taureau agressif.
  - Mosaïque géométrique (pièce 13) : motif de treilles
  - Mosaïque géométrique (pièce 14) : mosaïque composée de seize petits panneaux représentant chacun un motif géométrique différent.
  - Mosaïque du Paon (pièce 15) : le panneau central de cette mosaïque représente un paon à queue bleue faisant la roue.
  - Mosaïque à quatre panneaux (pièce 16) : de gauche à droite les panneaux représentent les scènes mythologiques suivantes :
    - Panneau de Pyrame et Thisbé : à gauche de la salle, ce panneau représente la scène mythologique d'amour entre Pyrame et Thisbé. Dans l'angle supérieur droit, à la place du portrait de l'amant de Thisbé c'est le dieu Pyrame qui est représenté. Thisbé se tient sur la gauche. À l'arrière-plan, un tigre tient le voile ensanglanté de Thisbé.
    - Panneau d'Icare et Dionysos : Dionysos et la nymphe Acmé à demi nue sont représentés sur la partie gauche. Au centre, Icare tient les rênes d'un char à deux roues tiré par des bœufs, chargé d'outres de vin. Plus loin à droite, on voit deux bergers en état d'ébriété et une mention en grec « ΟΙ ΠΡΩΤΟΙ ΟΙΝΟΝ ΠΙΟΝΤΕC », soit « Les premiers buveurs de vin ».
    - Panneau de Poséidon et Amymone : représentation du mythe de Poséidon et Amymone avec Éros situé entre eux deux.
    - Panneau d'Apollon et Daphné : scène mythologique représentant Apollon et Daphné et sa transformation en laurier-rose par son père Pénée.

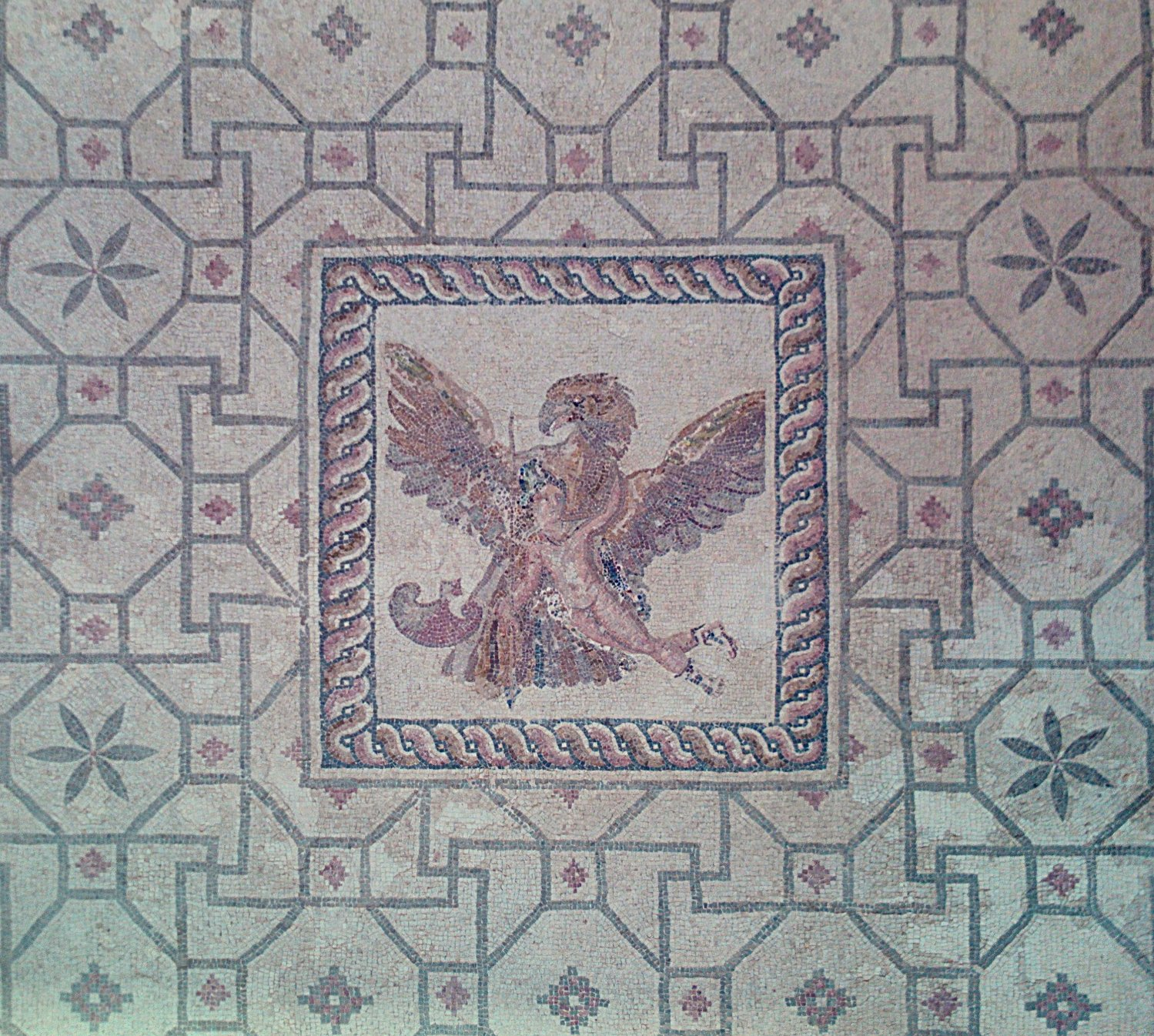
Mosaïque du rapt de Ganymède. Villa de Dionysos. Paphos (Chypre).
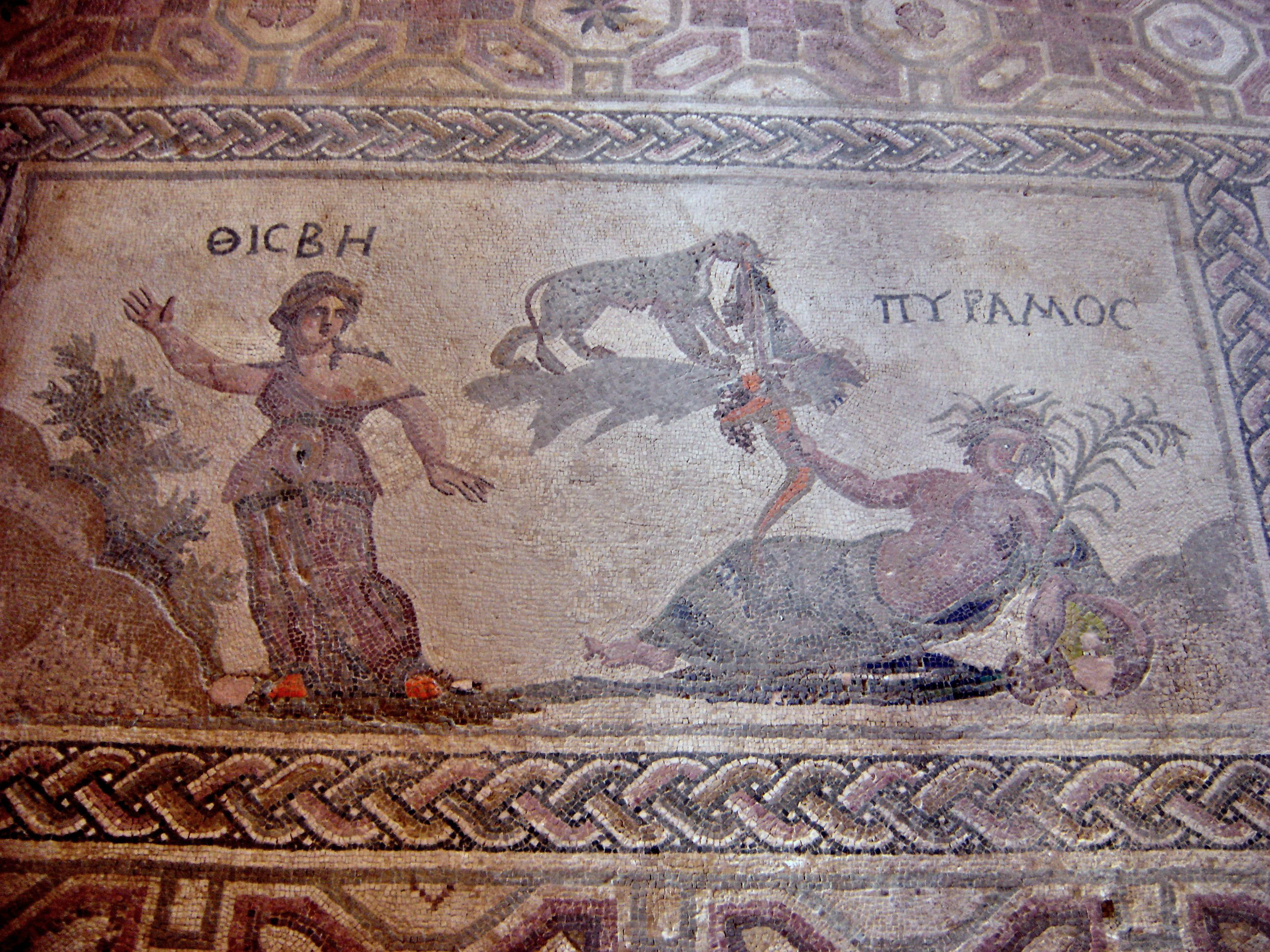
Mosaïque de Pyrame et Thisbé. Villa de Dionysos. Paphos (Chypre).

### La villa d'Orphée
La villa d'Orphée : comme la maison de Dionysos cette villa gréco-romaine luxueuse est organisée autour d'une cour centrale. Elle est datée de la fin du IIe siècle, début du IIIe siècle. Le sol de la villa est décoré de trois mosaïques.
- Mosaïque d'Orphée : dans la pièce principale, la pièce de réception est décorée d'une scène figurant Orphée entouré d'animaux.
- Mosaïque d'Hercule et du lion de Némée
- Mosaïque d'une Amazone et de son cheval

### La villa de Thésée
La villa de Thésée : les vestiges actuellement visibles correspondent à une luxueuse villa érigée dans la seconde moitié du IIe siècle et habitée jusqu'au VIIe siècle, construite sur les ruines de villas plus anciennes (hellénistique et romaine). La dimension exceptionnelle de cette villa (plus de 100 pièces) et le luxe de son décor conduisent à considérer qu'il s'agit de la résidence du gouverneur romain de Chypre. Le sol de nombreuses pièces, trois des quatre portiques autour de la cour centrale sont recouverts de pavements mosaïques avec des motifs géométriques. Trois pièces de l'aile sud du bâtiment sont décorées de mosaïques figuratives appartenant à des phases différentes d'évolution du bâtiment.
- Mosaïque de Thésée et du Minotaure : datée de la toute fin du IIIe siècle ou du début du IVe siècle, des restaurations postérieures sont visibles, elles ont probablement été effectuées après les tremblements de terre du milieu du IVe siècle.
- Mosaïque de Poséidon et Amphitrite : datée de la fin du IVe siècle elle est installée dans ce qui devait être une chambre à coucher.
- Mosaïque du bain d'Achille : datée du début du Ve siècle, elle est installée dans une salle de réception de la villa.

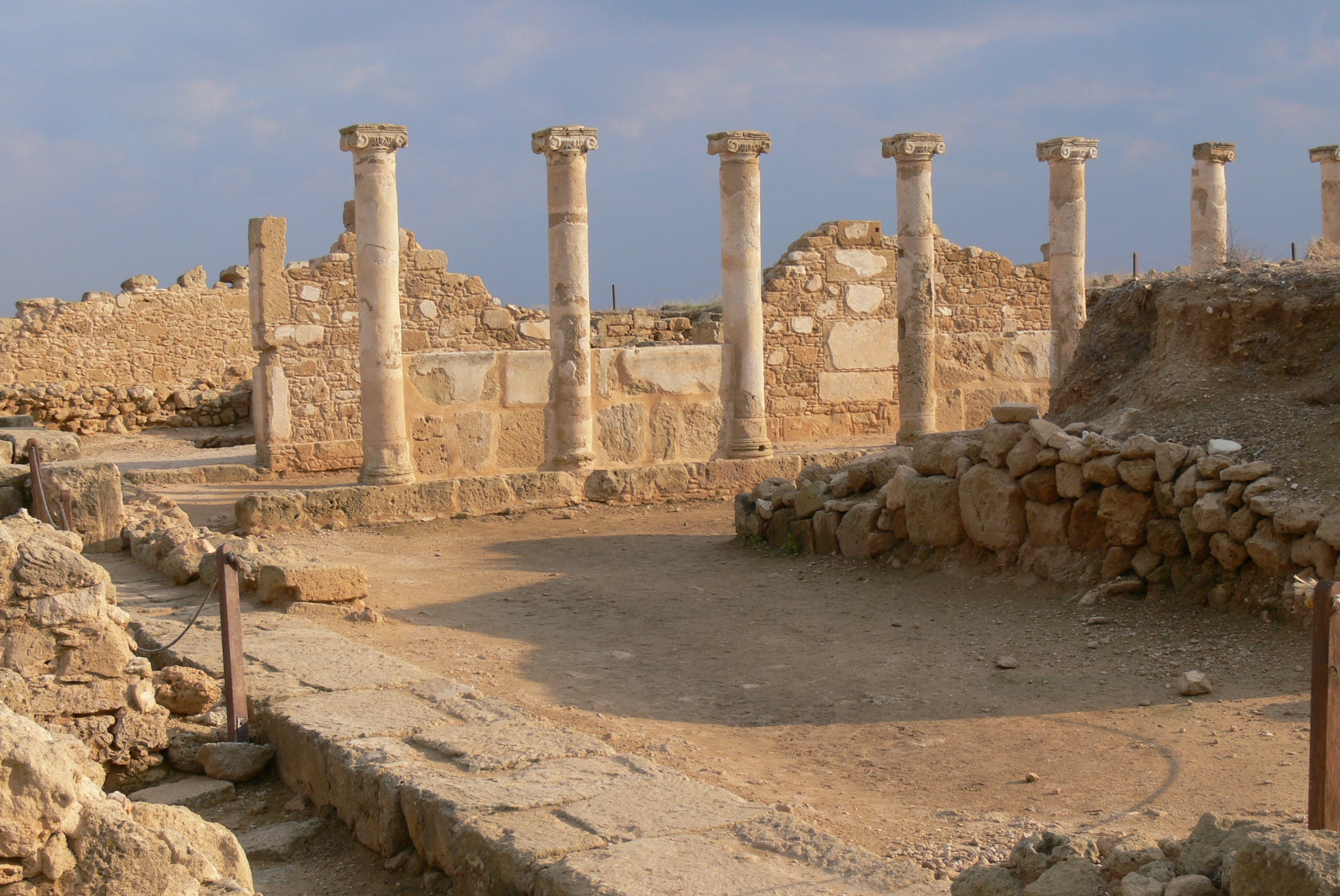
Villa de Thésée. Paphos (Chypre).
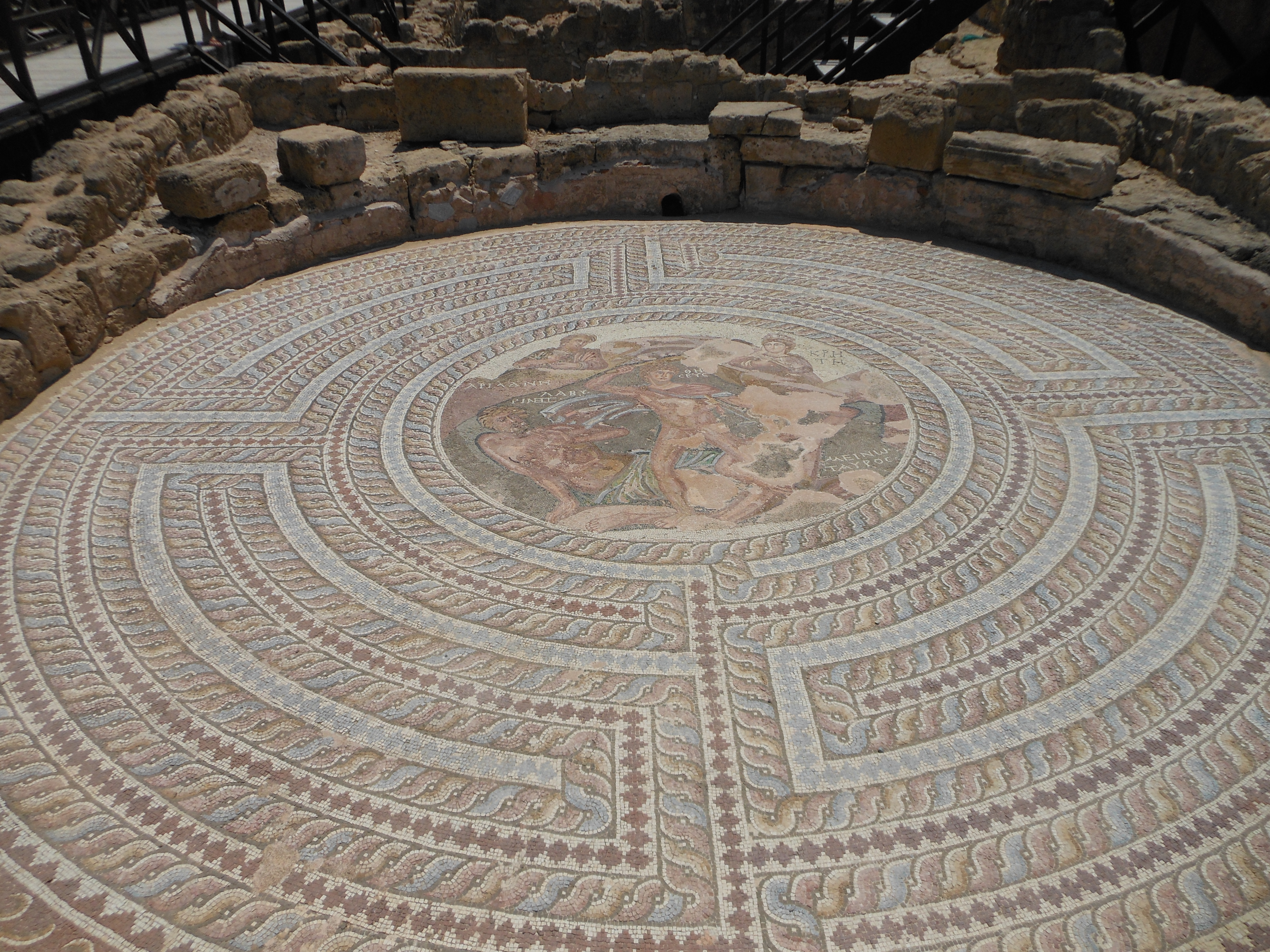
Mosaïque de Thésée et du Minotaure. Villa de Thésée. Paphos (Chypre).
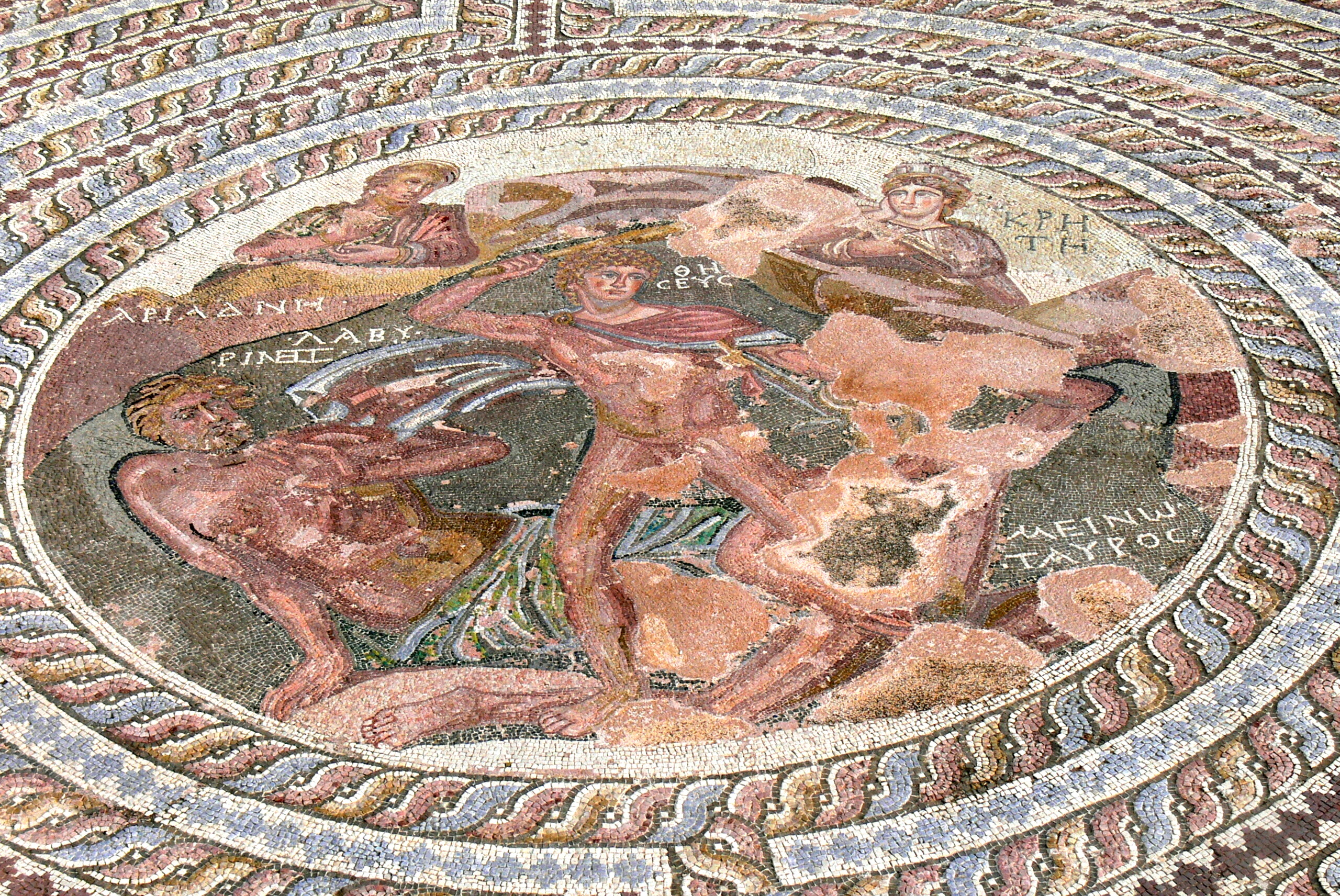
Mosaïque de Thésée et du Minotaure. Villa de Thésée. Paphos (Chypre).
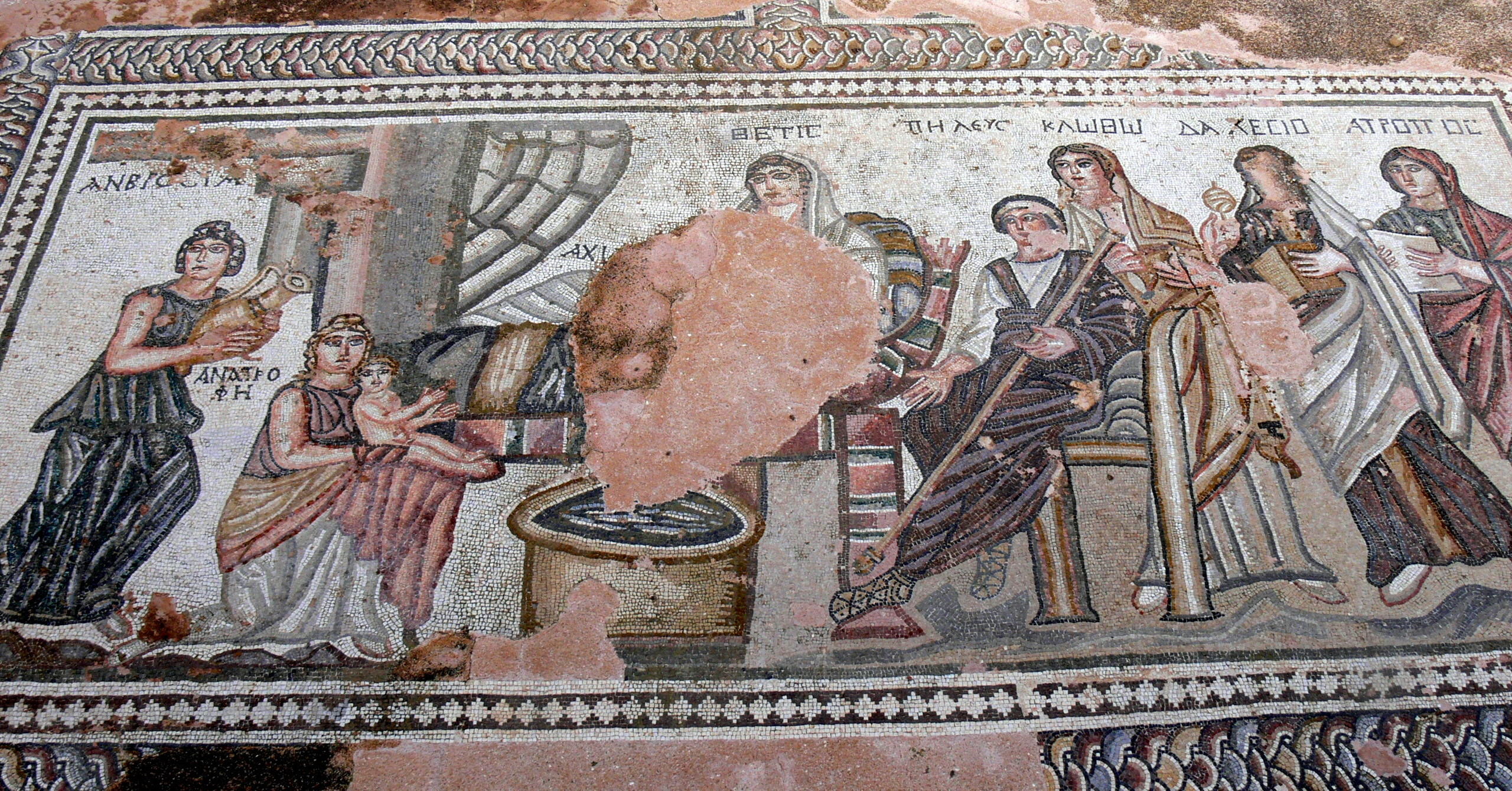
Mosaïque du Bain d'Achille. Villa de Thésée. Paphos (Chypre).

### La villa d'Aiôn

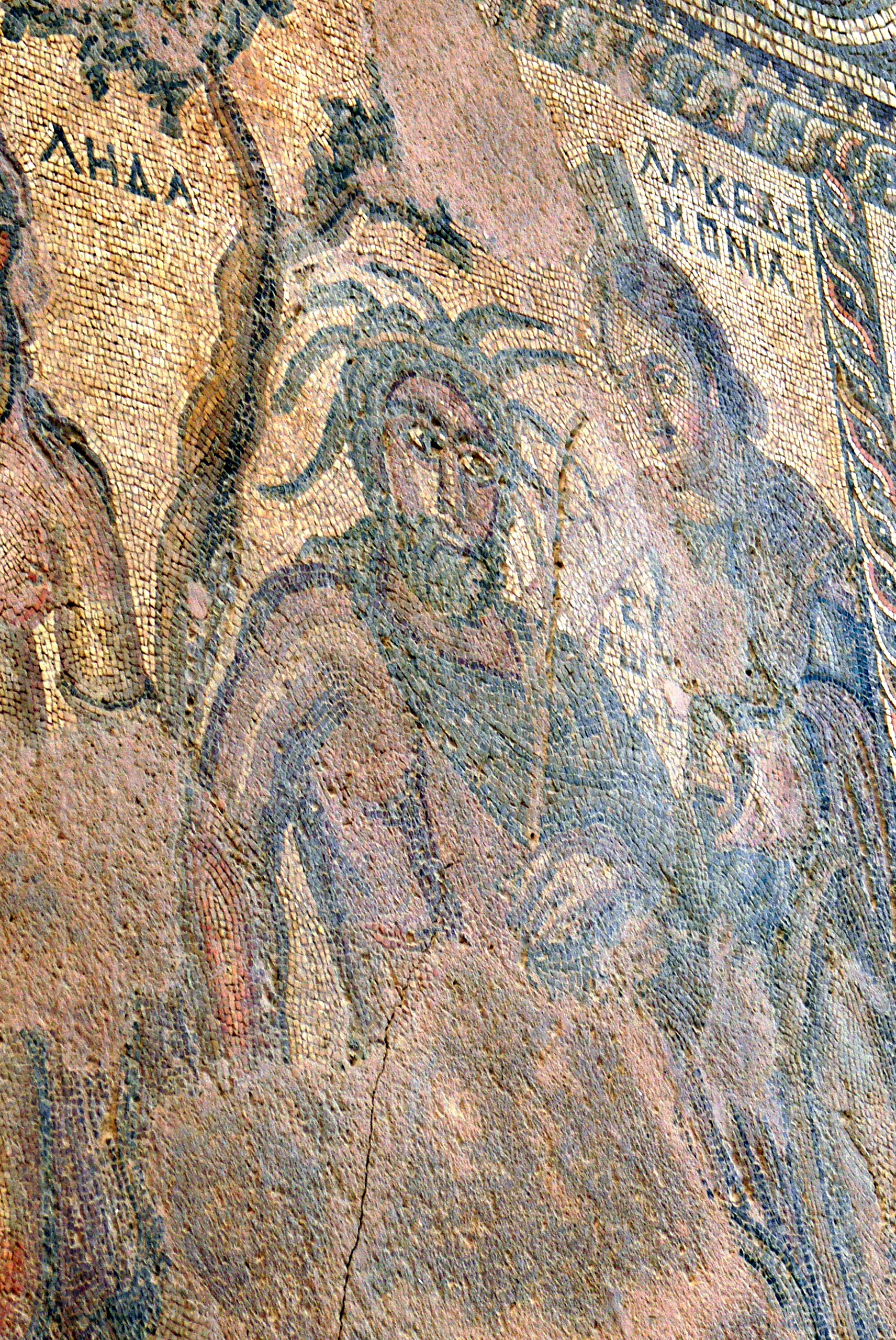
Maison d'Aiôn : Personnifications de la rivière Eurotas et de Sparta (Lakedaimonia).

La maison d'Aiôn : une partie seulement de la domus a été dégagée pour le moment. Le sol du triclinium (salle à manger ; salle de réception)  est recouvert par l'une des plus spectaculaires mosaïques de Nea Paphos.
- Mosaïque dans un grand triclinium[3] : cette mosaïque d'une très grande qualité est datée, post quem, de 318 ap. J-C.. Elle est composée de cinq panneaux représentant[4] :
- L'enfance de Dionysos
- Leda et le Cygne
- Le concours de beauté entre Cassiopée et les Néréides
- Condamnation à mort de Marsyas par Apollon
- Le triomphe de Dionysos
- Mosaïque géométrique

### L'acropole et l'agora
- L'agora : seules les fondations de cette cour entourée de quatre portiques sont actuellement préservées.
- Odéon et Asclépiéion : à l'ouest de l'agora de Paphos on trouve plusieurs bâtiments bien conservés datant du IIe siècle. L'odéon, restauré par le Département des Antiquités chypriotes, est encore utilisé aujourd'hui pour l'organisation d’événements culturels.
- L'acropole : à l'ouest de l'odéon, le promontoire naturel sur lequel est installé un phare moderne présente des traces de murs. Les recherches archéologiques n'ont pas encore été menées sur ce secteur.

### Le château deSaránda Kolónes
Le château de Saránda Kolónes (Quarante colonnes) : ce château de la période byzantine est situé près du port, au sud de l'agora. Construit au VIIe siècle, il protégeait le port et la cité de Nea Paphos contre les invasions arabes. Il est resté en service jusqu'à sa destruction par un tremblement de terre en 1223.